# Sárgavállú csiröge
A sárgavállú csiröge (Agelaius xanthomus)  a madarak osztályába, a verébalkatúak rendjébe és a csirögefélék családjába tartozó faj.

## Rendszerezése
A fajt Philip Lutley Sclater francia ornitológus írta le 1862-ben, az Icterus nembe Icterus xanthomus néven.

## Alfajai
- Agelaius xanthomus monensis Barnes Jr, 1945 - kizárólag a főszigettől nyugatra található Mona-szigeten él
- Agelaius xanthomus xanthomus (P. L. Sclater, 1862)[2] - az alapfaj él Puerto Rico szigetén

## Előfordulása
Nagy-Antillákhoz tartozó, Puerto Rico területén honos. Természetes élőhelyei a szubtrópusi és trópusi mangroveerdők, száraz cserjések, valamint szántóföldek és legelők. Állandó, nem vonuló faj.

## Megjelenése
Testhossza 20–23 centiméter, a hím testtömege 41 gramm, a tojó kisebb, 35 gramm.
|  |

## Életmódja
Rovarokkal és nektárral táplálkozik.

## Természetvédelmi helyzete
Az elterjedési területe kicsi, egyedszáma 1000 példány alatti és csökken. A Természetvédelmi Világszövetség Vörös listáján veszélyeztetett fajként szerepel.